# Cyrtophora
Genre
Synonymes
- Euetria Thorell, 1887
- Suzumia Nakatsudi, 1943

Cyrtophora est un genre d'araignées aranéomorphes de la famille des Araneidae.

## Distribution
Les espèces de ce genre se rencontrent en Asie, en Océanie, en Afrique et en Europe du Sud.
Cyrtophora citricola a été observée en Amérique tropicale.

## Description

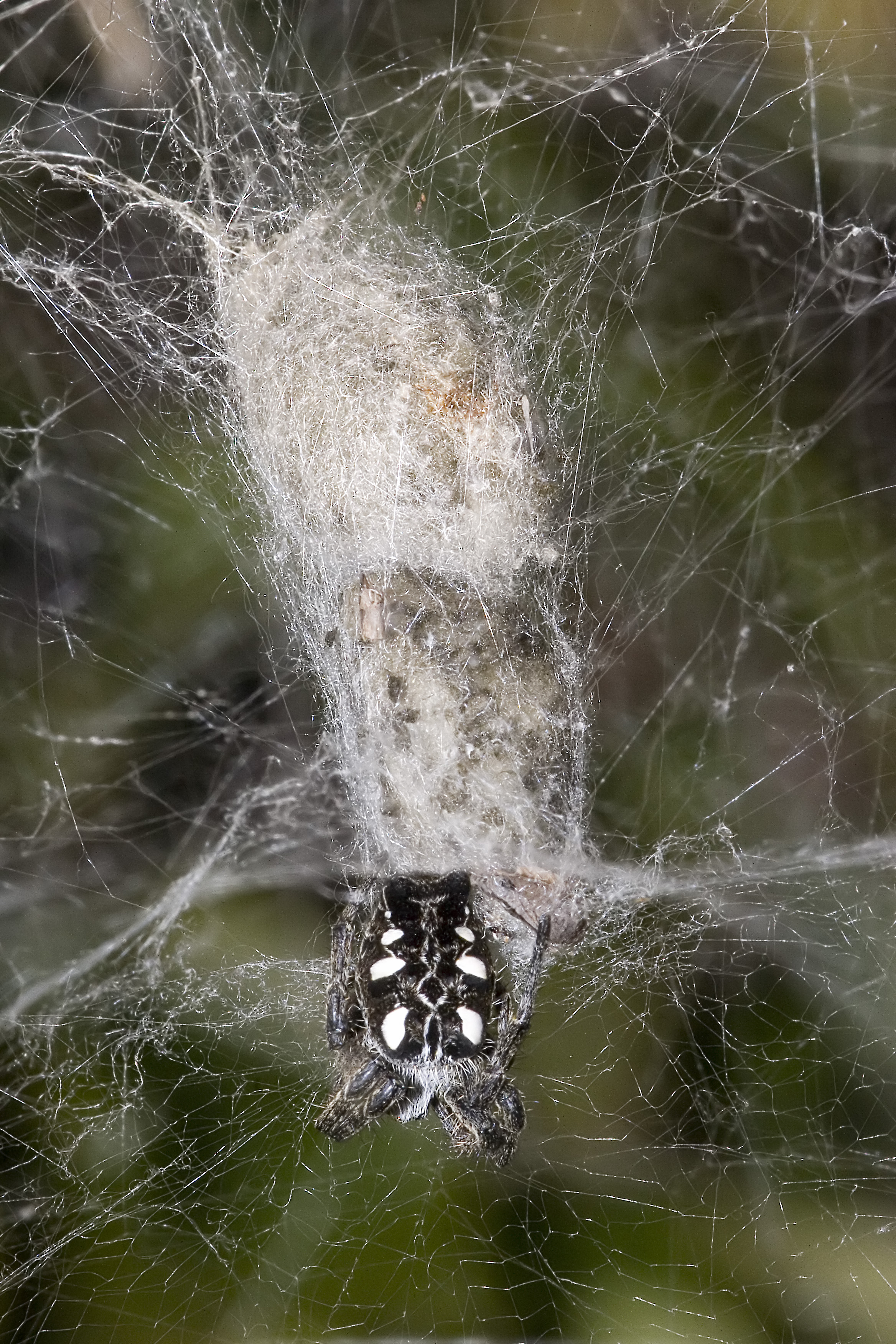
Cyrtophora citricola

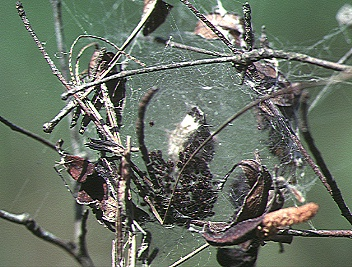
Cyrtophora exanthematica

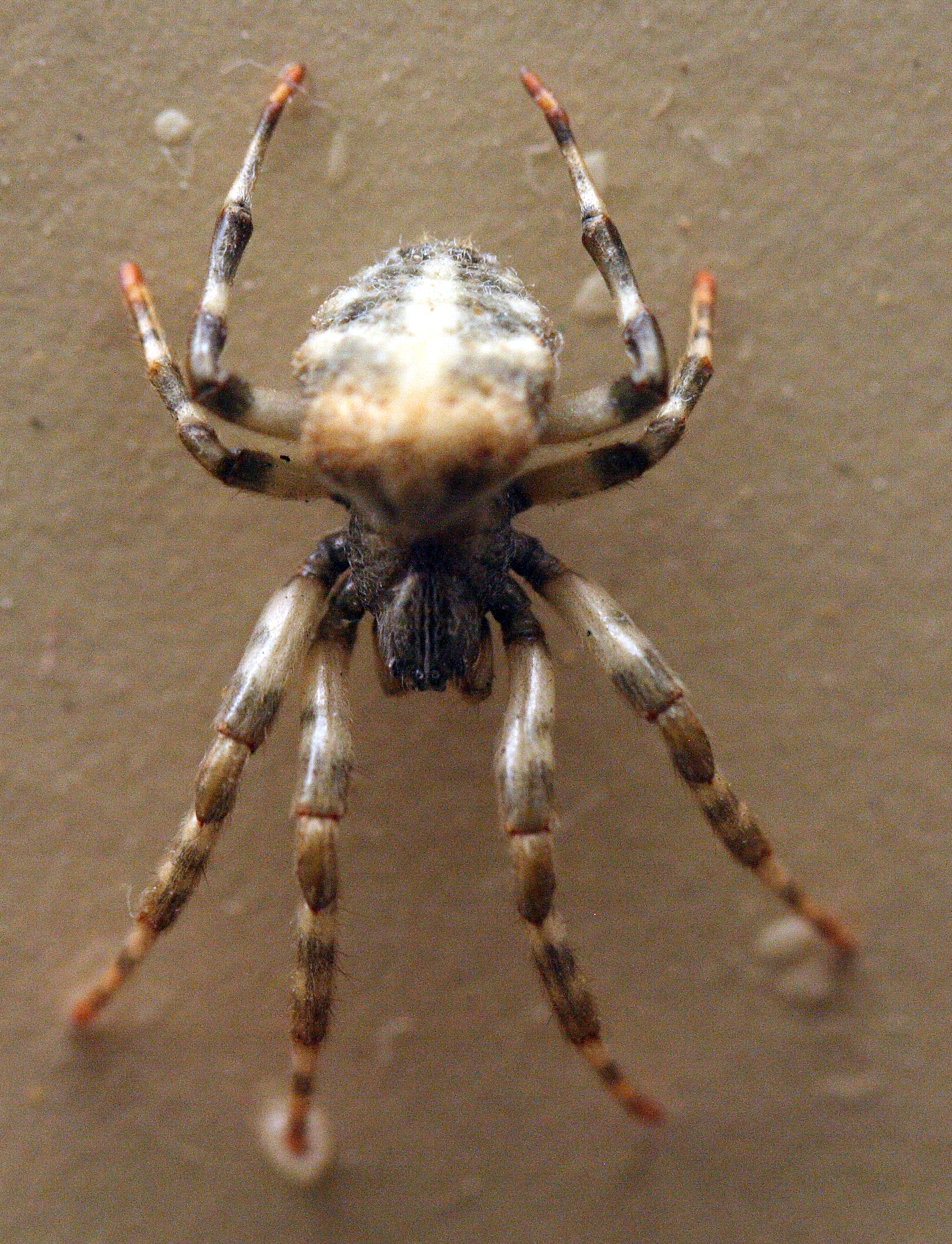
Cyrtophora hirta

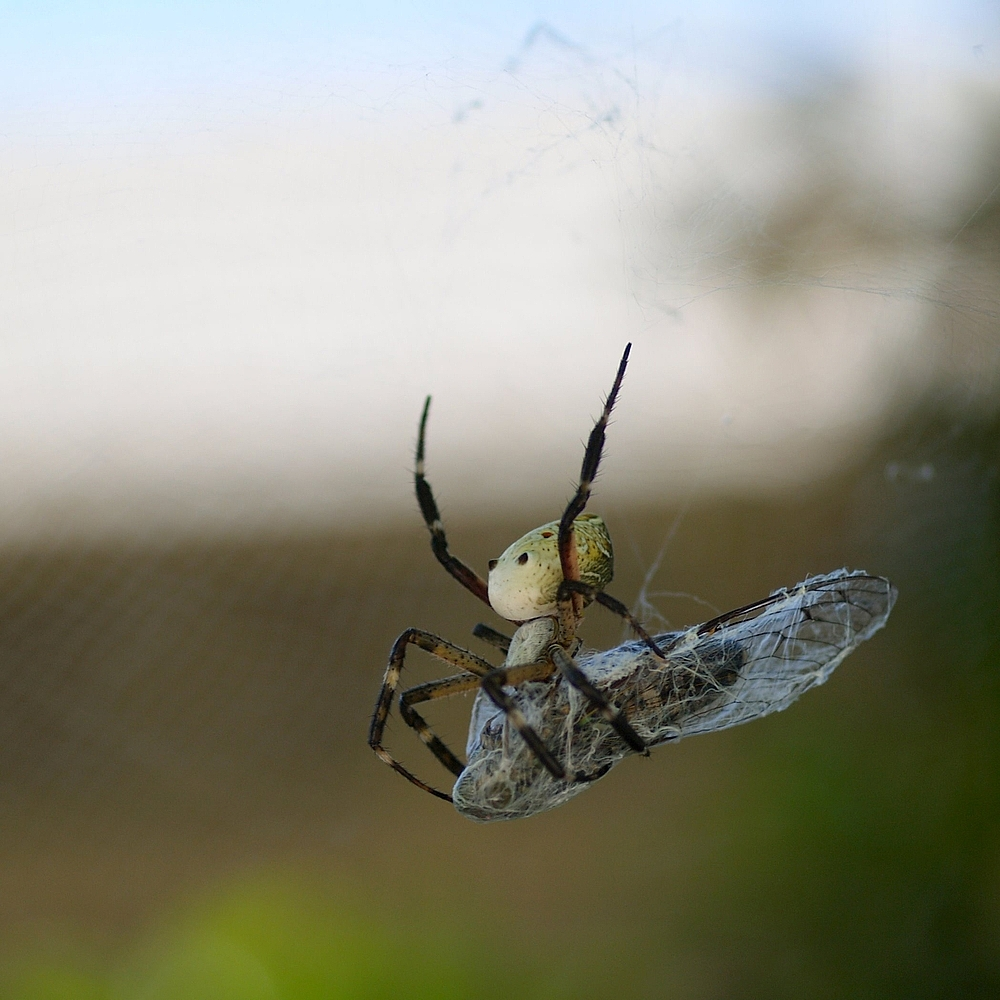
Cyrtophora moluccensis

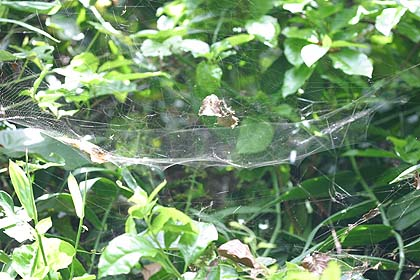
Cyrtophora unicolor

Il existe un dimorphisme volumétrique sexuel, les femelles, plus grandes que les mâles, ayant un corps qui mesure chez la plupart des espèces généralement environ 10 mm.
Certaines espèces comme Cyrtophora cicatrosa peuvent rapidement changer de couleur.

## Comportement et toiles

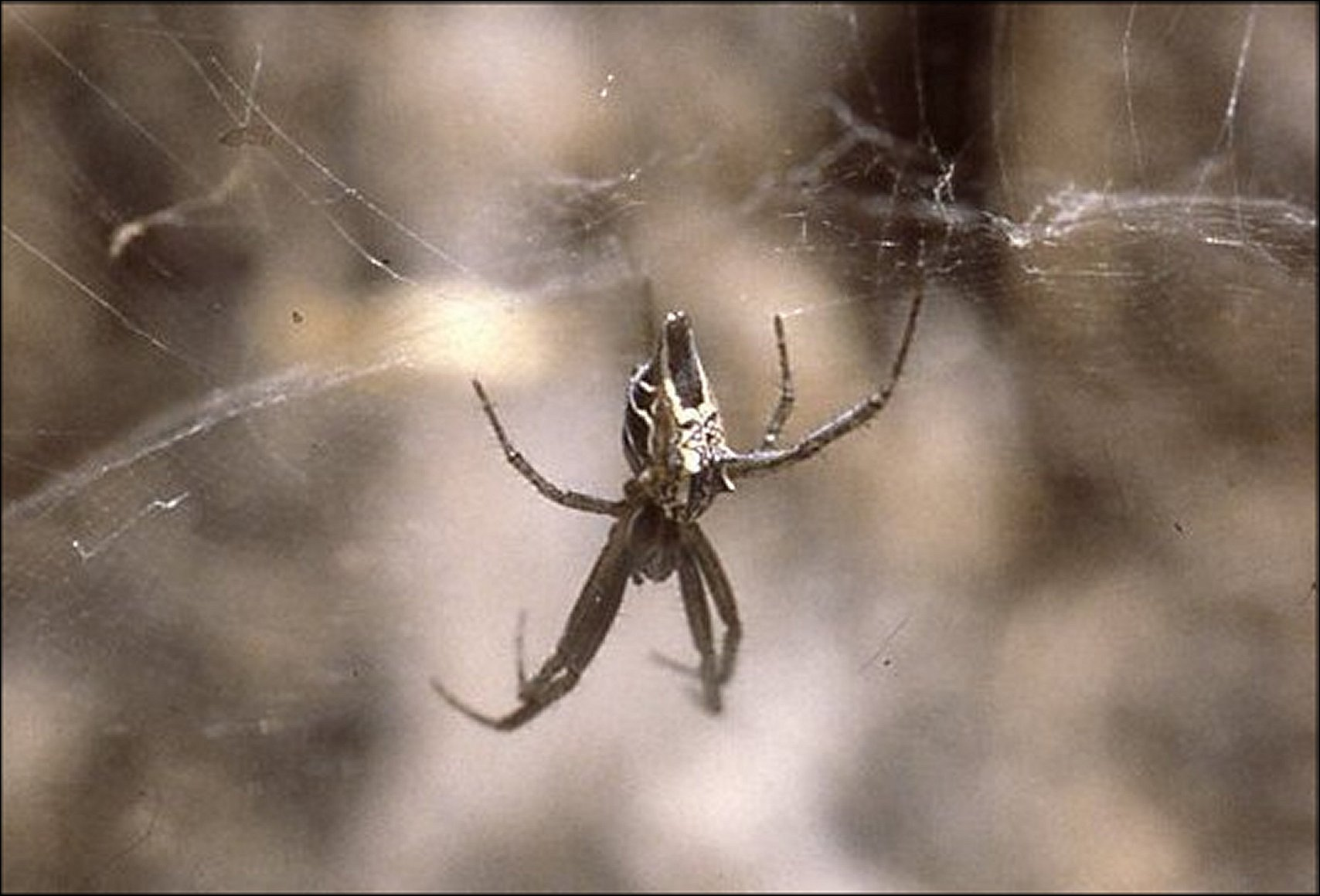
Fig.1 - Cyrtophora cicatrosa sur sa toile multiple, Sri Lanka

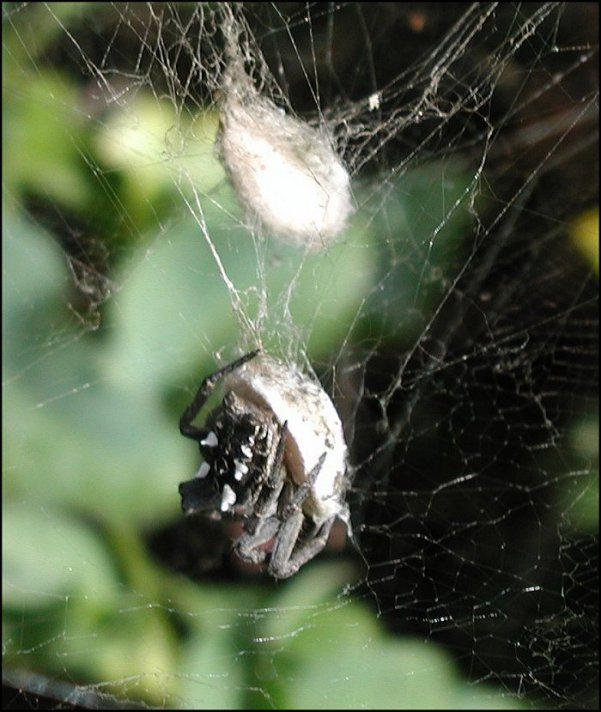
Fig. 2 - Cyrtophora citricola sur cocon plan-convexe. Ténérife

Les toiles sont construites dans la végétation sur les lieux de passages d'insectes, mais parfois aussi dans l'habitat humain, ou par exemple entre les fils de téléphone. Des agrégations sont possibles et fréquentes, les araignées ayant alors une vie sub-coloniale.
Du point de vue structural, chacune d'elles est un édifice soyeux tridimensionnel complexe, très proche de celui du genre Mecynogea, rappelant à première vue la construction habituelle des Linyphiidae, fort dissemblable de l'orbe classique tissée par les "Epeires" et les "Argiopes", de ce fait "aberrant" dans la famille des Araneidae surtout composée d' Orbitèles typiques. Il est totalement dépourvu de fils gluants et comporte une nappe horizontale de pourtour arrondi que soutiennent deux réseaux irréguliers, sus et sous-jacents. La nappe est formée d'innombrables radii et d'un fil spiral sans gouttelettes visqueuses, donc non adhésif. En se croisant, ces fils constituent un tissu robuste, avec des jonctions en nombre extraordinairement élevé et dont les petites mailles carrées ou d'aspect losangique par étirement, sont si fines et si régulières qu'elles évoquent la structure d'un filet à plancton (Lubin, 1973 : C.moluccensis). Le tissu s'incurve en dôme ou en entonnoir surbaissé, unique chez la plupart des Cyrtophora, mais pouvant être aussi multiple (Kullmann, 1964) comme dans le cas de Cyrtophora cicatrosa (Fig.1).
Le mâle pygmée n'a en revanche qu'une activité séricigène réduite se limitant au tissage d'un petit réseau irrégulier pour son repos, de la toile spermatique et du "fil de cour" ("Balz-Faden") dans les préludes de l'accouplement (Blanke, 1972,1974). Toutes ces structures sont fixées sur la propre toile de la femelle.
Cette dernière, adaptée aux milieux ouverts et exposés aux intempéries, remplit plusieurs fonctions (Kullmann, 1958 ; Lubin, 1973) : abri pour l 'Araignée qui se tient sur la face inférieure du dôme, généralement au moyeu, ventre en l'air et dans des attitudes variées, véritable nasse conçue pour la capture d' Insectes volants qui heurtent les fils-barrière du réseau irrégulier supérieur, sont ainsi projetés sur le dôme ou "toile réceptrice", saisis à travers ce tissu par la Cyrtophora qui les mord avec ses chélicères et emmaillotés enfin de soie selon une technique rappelant celle des Araneus et des Argiope, lieu de stockage des débris de proies, de matériel de camouflage (fragments végétaux divers tombés dans la toile) et même de réserve hydrique, abri unique pour le tissage et la conservation des cocons ovigères à structure, tissage et mise en place particuliers (Kullmann, 1958), cocons plan-convexes, disposés en chapelet et parfois colorés colorés en brun verdâtre (Fig.2).
De plus, elle est habitée presque constamment par des Argyrodes, Theridiidae pratiquant le cleptoparasitisme.
Il est à noter que dans le cas de Cyrtophora citricola (La Réunion, Madagascar, Mayotte), la toile est souvent encombrée de feuilles mortes, l'une d'elles, incurvée avec de la soie, servant de retraite à l'araignée (Fig. 3).

## Appareil séricigène

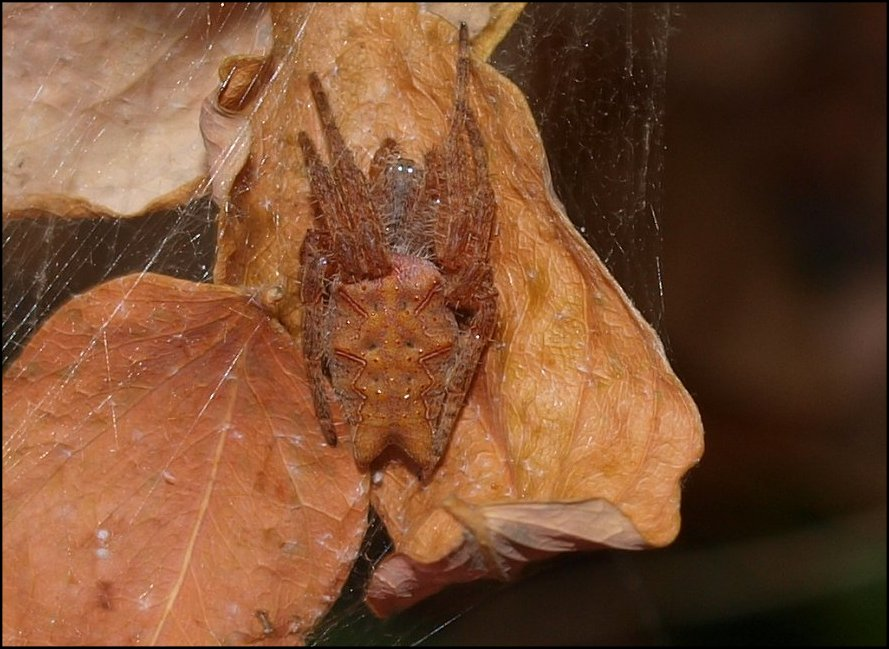
Fig.3 - Cyrtophora citricola dans sa retraite (feuille enroulée), après ouverture. Mayotte.

L'ampleur de la toile a pour corollaire un grand développement des glandes ampullacées et l'absence complète de spirale adhésive, celle des glandes agrégées et flagelliformes, donc de l'unité ou triade fonctionnelle à l'origine de la spirale captrice des toiles.
Le manque de ces deux dernières catégories de glandes séricigènes est le fait des Cyrtophora des deux sexes, adultes et immatures. En revanche, si une même absence de glandes est observée chez tous les adultes du genre Pachygnatha (Tetragnathidae) qui ne construisent pas de véritables toiles, leurs jeunes ont un équipement glandulaire permettant la construction d'édifices orbiculaires complets.
Les réseaux et surtout la nappe à mailles très fines comportent des jonctions fil à fil dont le nombre élevé doit être en rapport avec l'abondance des glandes piriformes, en beaucoup plus grande quantité que chez les autres Araneidae : les solides jonctions rayons-substrat et autres fils secs-substrat, assurées par la soie la plus adhésive, issue des glandes (a) ; les jonctions rayons-spirale provisoire, plus fragiles, formée par la soie moins adhésive des glandes (b), à petit collet.
Il s'ensuit que le cas des Cyrtophora est probablement l'un de ceux qui montrent avec le plus de clarté les corrélations étroites entre la structure des toiles et la composition de l'appareil séricigène.
La soie d'emmaillotage des proies est fournie par les glandes aciniformes qui ressemblent beaucoup, par leurs formes, caractères histochimiques et proportions relatives des deux catégories (A=90%, B=10%) à celles des Araneus et Argiope, Araignées utilisant une même technique d'enveloppement contrairement aux Néphiles.
La soie des cocons est produite par les glandes tubuliformes dont la troisième paire est sans nul doute à l'origine du pigment brun qui teinte fréquemment ce tissu, comme dans le cas d' Argiope lobata et d'une manière générale, chez toutes les Araignées confectionnant des cocons ovigères au moins partiellement colorés.

## Liste des espèces
Selon World Spider Catalog (version 24, 21/07/2023) :
- Cyrtophora admiralia Strand, 1913
- Cyrtophora beccarii (Thorell, 1878)
- Cyrtophora bicauda (Saito, 1933)
- Cyrtophora bidenta Tikader, 1970
- Cyrtophora bimaculata Han, Zhang & Zhu, 2010
- Cyrtophora bituberculata Roy, Saha & Raychaudhuri, 2017
- Cyrtophora caudata Bösenberg & Lenz, 1895
- Cyrtophora cephalotes Simon, 1877
- Cyrtophora cicatrosa (Stoliczka, 1869)
- Cyrtophora citricola (Forsskål, 1775)
- Cyrtophora cordiformis (L. Koch, 1871)
- Cyrtophora crassipes (Rainbow, 1897)
- Cyrtophora cylindroides (Walckenaer, 1841)
- Cyrtophora diazoma (Thorell, 1890)
- Cyrtophora doriae (Thorell, 1881)
- Cyrtophora eczematica (Thorell, 1893)
- Cyrtophora exanthematica (Doleschall, 1859)
- Cyrtophora feae (Thorell, 1887)
- Cyrtophora forbesi (Thorell, 1890)
- Cyrtophora gazellae (Karsch, 1878)
- Cyrtophora gemmosa Thorell, 1899
- Cyrtophora guangxiensis Yin, Wang, Xie & Peng, 1990
- Cyrtophora hainanensis Yin, Wang, Xie & Peng, 1990
- Cyrtophora hirta L. Koch, 1872
- Cyrtophora ikomosanensis (Bösenberg & Strand, 1906)
- Cyrtophora jabalpurensis Gajbe & Gajbe, 1999
- Cyrtophora koronadalensis Barrion & Litsinger, 1995
- Cyrtophora ksudra Sherriffs, 1928
- Cyrtophora lacunaris Yin, Wang, Xie & Peng, 1990
- Cyrtophora lahirii Biswas & Raychaudhuri, 2004
- Cyrtophora larinioides Simon, 1895
- Cyrtophora limbata (Thorell, 1898)
- Cyrtophora lineata Kulczyński, 1910
- Cyrtophora moluccensis (Doleschall, 1857)
- Cyrtophora monulfi Chrysanthus, 1960
- Cyrtophora nareshi Biswas & Raychaudhuri, 2004
- Cyrtophora parangexanthematica Barrion & Litsinger, 1995
- Cyrtophora parnasia L. Koch, 1872
- Cyrtophora petersi Karsch, 1878
- Cyrtophora rainbowi (Roewer, 1955)
- Cyrtophora sextuberculata Tanikawa & Petcharad, 2015
- Cyrtophora subacalypha (Simon, 1882)
- Cyrtophora trigona (L. Koch, 1871)
- Cyrtophora unicolor (Doleschall, 1857)

## Systématique et taxinomie
Ce genre a été décrit par Simon en 1864.
Euetria a été placé en synonymie par Simon en 1895.
Suzumia a été placé en synonymie par Yaginuma en 1958.

## Publication originale
- Simon, 1864 : Histoire naturelle des araignées (aranéides). Paris, p. 1-540 (texte intégral).